# Borderlands 2
Borderlands 2 är ett datorspel (förstapersonsskjutare) från 2012 utvecklad av Gearbox Software och utgivet av 2K Games. Spelet är en uppföljare till Borderlands från 2009. Borderlands 2 har släppts till Microsoft Windows, Playstation 3, Xbox 360 och OS X samt Linux och kommer att portas till Playstation Vita tillsammans med Iron Galaxy Studios. Spelet stöder enspelarläge, samt flerspelarläge (co-op). I spelet gestaltar spelaren en så kallad "Vault Hunter". Detta är en slags skattjägare som under spelets kampanj strider mot antagonisten i spelet, Handsome Jack, och hans anhängare i världen "Pandora" och försöker att stoppa honom ifrån att öppna ett så kallat ”Vault” och framkalla en extremt kraftfull varelse för att strida för honom och utplåna alla banditer på ”Pandora”

## Karaktärer och funktioner
Karaktärerna i spelet kallas "skattjägare" och de man kan välja mellan är Maya (The Siren), Salvador (The Gunzerker), Axton (The Commander) och Zero (The Assassin). Två stycken nya spelbara karaktärer lades till via två DLCs vid namn ”Psycho Pack” och ”Mechromancer Pack”. De la också till karaktärerna Krieg (The Psycho) och Gaige (The Mechromancer). 

### Skattjägare
- Maya kan skapa ett energihål där fiender sugs in och tar skada, detta gör att hon enkelt kan göra en stor mängd skada eller ta skydd och ladda om sitt vapen.
- Salvador har en förmåga att gå in i ett "Rage mode" (som också heter "Gunzerker"), vilket gör att han kan använda två vapen samtidigt och ger otroligt mycket skada. Han tar också mycket mindre skada i "Gunzerker", vilket gör han till en väldigt stark tank.
- Axton kan kasta ut en sentry som hjälper till att döda fiender och kasta en dynamit som exploderar, och som kan göra stor mängd skada om fiender är nära.
- Zero kan göra sig själv osynlig och skapa en kopia av sig själv som skadar fiender, medan den riktiga Zero tar skydd från fienderna. Detta är väldigt användbart att ta sig ut ur svåra situationer där fienderna är för många eller att man har lågt liv.
- Krieg har en förmåga att gå in i ett raseri som kallas för ”Buzz Axe Rampage”, där han tappar förmågan att skjuta. Istället för att skjuta får han en yxa som han kan använda för att döda fiender. När han är i ”Buzz Axe Rampage”, ökas hans rörelse hastighet med 33% och han får tillbaka hälsa när han dödar en fiende.
- Gaige kan skapa en robot vid namn D374-TP (eller Deathtrap), som hjälper henne att slåss emot fiender med sina klor var 1,5 sekund eller skjuter dem med sin elektriska stråle. Genom att uppgradera olika förmågor så kan Deathtrap få nya attacker, till exempel att attackera med olika element. Utan uppgraderingar så stannar Deathtrap på slagfältet i 60 sekunder innan den försvinner. Gaige favoritfärg är lila, hon gillar cupcakes och varm choklad, men hon ogillar country musik.